# Zayne Anderson
Zayne Anderson (Stansbury Park, 3 gennaio 1997) è un giocatore di football americano statunitense che milita nel ruolo di safety per i Green Bay Packers della National Football League (NFL).

## Carriera

### Kansas City Chiefs
Dopo non essere stato scelto nel Draft NFL 2021, Anderson firmò con i Kansas City Chiefs. Fu svincolato il 31 agosto 2021 Anderson dopo di che rifirmò con la squadra di allenamento. Fu promosso nel roster attivo il 14 dicembre 2021.
Il 30 agosto 2022 Anderson fu svincolato dai Chiefs, rifirmando per la squadra di allenamento il giorno successivo. A fine anno si laureò campione grazie alla vittoria dei Chiefs sui Philadelphia Eagles nel Super Bowl LVII.

### Buffalo Bills
Il 17 febbraio 2023 Anderson firmò un contratto biennale con i Buffalo Bills. Fu svincolato il 29 agosto 2023.

### Green Bay Packers
Il 31 agosto 2023 Anderson firmò con i Green Bay Packers. Nella prima stagione con la squadra disputò dieci partite.

## Palmarès
- Super Bowl : 1

Kansas City Chiefs: LVII
- American Football Conference Championship: 1

Kansas City Chiefs: 2022